# دانشگاه دولتی ورونژ
دانشگاه دولتی ورونژ (به لاتین: Voronezh State University) یک دانشگاه در روسیه است که در وورونژ واقع شده‌است.